# Římskokatolická farnost Soběchleby u Hranic na Moravě
Římskokatolická farnost Soběchleby u Hranic na Moravě je územní společenství římských katolíků s farním kostelem Nanebevzetí Panny Marie v děkanátu Hranice.

## Historie farnosti
Farnost byla založena pravděpodobně již v 13. století. První zpráva o kostele a faráři je z roku 1394. Patronátní právo ke kostelu měli majitelé hradu Helfštýna a helfštýnsko-lipenského panství. Současný kostel byl postaven v letech 1755–1769. Farní budova pochází z roku 1776. V letech 1787–1831 byly Soběchleby sídlem soběchlebského děkanátu, který pak byl přenesen do Kelče.

## Duchovní správci
Současný duchovní správce P. ICLic.Mgr Miroslav Jáně.

## Bohoslužby
| Kostel                  | Místo      | Bohoslužba (den)                 | Hodina                            | Poznámka     |
| ----------------------- | ---------- | -------------------------------- | --------------------------------- | ------------ |
| Nanebevzetí Panny Marie | Soběchleby | neděle úterý středa pátek sobota | 7.45, 10.30 7.30 17.00 7.30 17.00 | farní kostel |

## Aktivity ve farnosti
Ve farnosti se pravidelně̟ koná tříkrálová sbírka. V roce 2017 se vybralo více než 18 000 korun.

## Duchovní povolání pocházející z farnosti
Ze soběchlebské farnosti pochází 21 kněží (mj. biskup Stanislav Zela) a 7 řeholních sester.